# 哈尔滨公交601路
哈尔滨公交601路是哈尔滨公交的一条线路，全长39.7公里。由阿城区北新路客运站到南岗区哈站。

## 历史
- 2010年12月30日，路线开通，路线自阿城火车站至哈站。使用金龙XMQ6117Y型后置柴油空调车、金龙XMQ6122Y型后置柴油空调车、金龙XMQ6122F1BW型后置柴油空调车、海格KLQ6126TE3型后置柴油空调车、福田BJ6126U8MJB型后置柴油空调车和宇通ZK6117HA型后置柴油空调车。配车63辆，采取有人售票，全程7元。[1]。
- 2011年6月1日，缩短至长途客运站始发[2]。
- 2012年1月1日，增添宇通ZK6121HA9型后置柴油空调车。
- 2012年8月，恢复阿城火车站始发。
- 2013年5月6日，因进乡街施工，去往阿城火车站方向取消三大动力路-进乡街走向，改为三大动力路-通乡街-进乡街走向。临时单向取消哈慈集团站，增加位于通乡街的哈慈集团站（临时）[3]。
- 2013年10月31日，进乡街施工结束，601路恢复原有走向。
- 2014年1月6日，始发站自阿城火车站搬迁至北新路客运站。
- 2016年8月12日，因哈尔滨地铁进乡街站施工，去往哈站方向取消进乡街-三大动力路走向，改为进乡街-通乡街-三大动力路走向，同时取消哈慈集团站[4]。
- 2017年5月6日，因哈尔滨站改造，601路在哈站的停靠处调整至目前位置[5]。

## 车站一览

### 现行沿途车站
| 序号 | 車站名稱         | 哈站方向 位置（下行） | 北新路客运站方向 位置（上行） | 换乘轨道交通 |
| ---- | ---------------- | --------------------- | ----------------------------- | ------------ |
| 1    | 北新路客运站     | 北新路/金澜路         | 北新路/金澜路                 |              |
| 2    | 佟二堡国际皮草城 | 解放大街              | 解放大街                      |              |
| 3    | 哈师大（南学区） | 和兴路/汉兴街         | 和兴路/中兴街                 |              |
| 4    | 教化广场         | 松花江街/利群街       |                               |              |
| 5    | 哈站             | 海城街/铁路街         | 铁路街/公司街                 | 哈尔滨站     |

### 过去沿途车站
| 序号 | 車站名稱         | 哈站方向 位置（下行） | 阿城火车站方向 位置（上行） | 换乘轨道交通 |
| ---- | ---------------- | --------------------- | --------------------------- | ------------ |
| 1    | 阿城火车站       | 会宁路                | 会宁路                      | 阿城站       |
| 2    | 阿城中医院       | 会宁路                | 会宁路                      |              |
| 3    | 阿城影剧院       | 民权大街/会宁路       | 民权大街/会宁路             |              |
| 4    | 长途客运站       | 延川大街/民权大街     | 延川大街/民权大街           |              |
| 5    | 清真3号楼        | 解放大街/金澜路       | 解放大街/金澜路             |              |
| 6    | 哈慈集团         | 进乡街                | 进乡街                      |              |
| 7    | 乐松广场         | 园林街/体育头道街     | 三大动力路/哈平路           |              |
| 8    | 哈师大（南学区） | 和兴路/汉兴街         | 和兴路/中兴街               |              |
| 9    | 哈站             | 海城街/铁路街         | 海城街/铁路街               | 哈尔滨站     |

## 车型图片

### 当前用车型

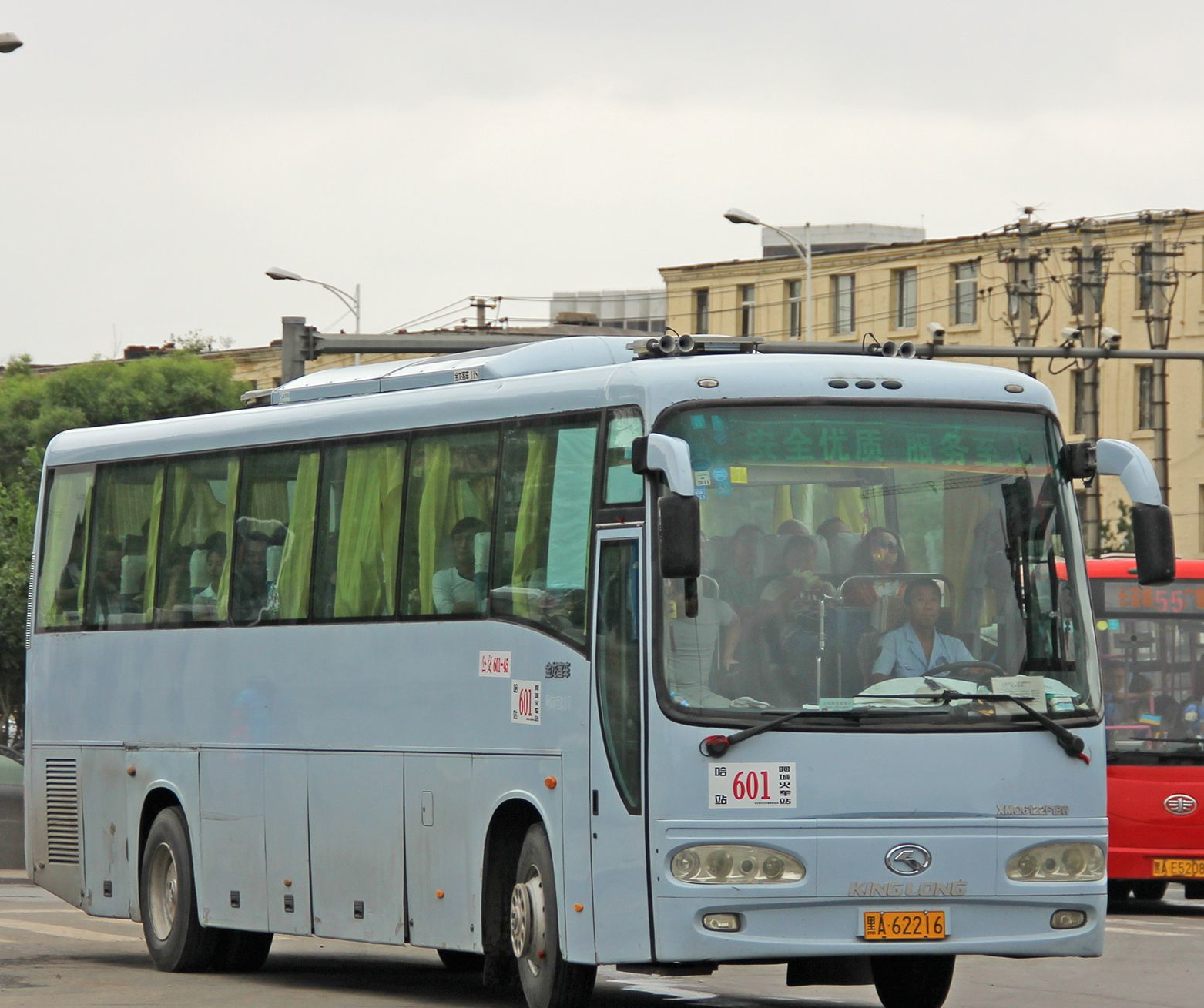
XMQ6122F1BW（2010年12月30日至今）
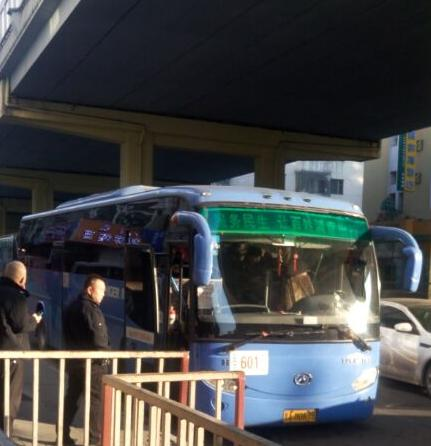
KLQ6126TE3（2010年12月30日至今）
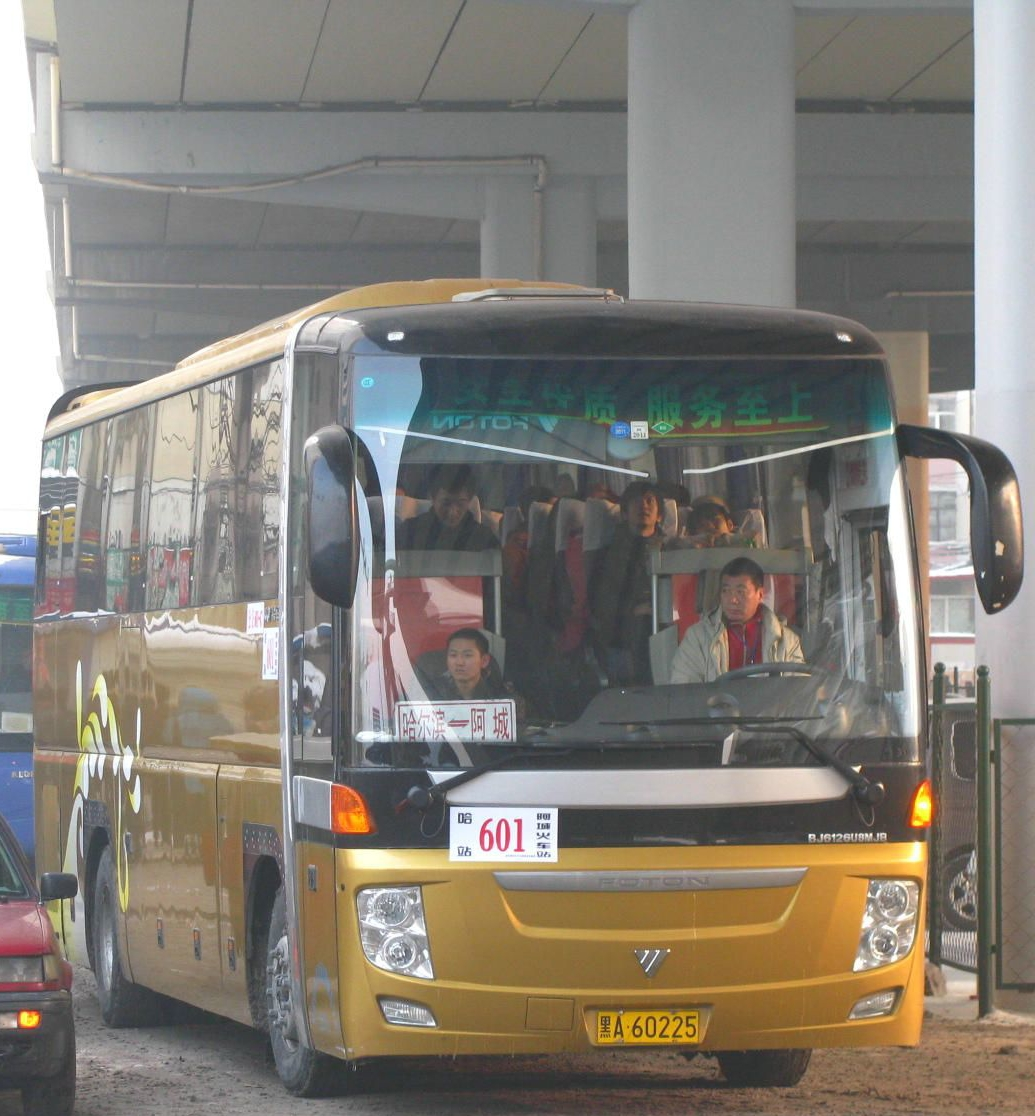
BJ6126U8MJB（2010年12月30日至今）
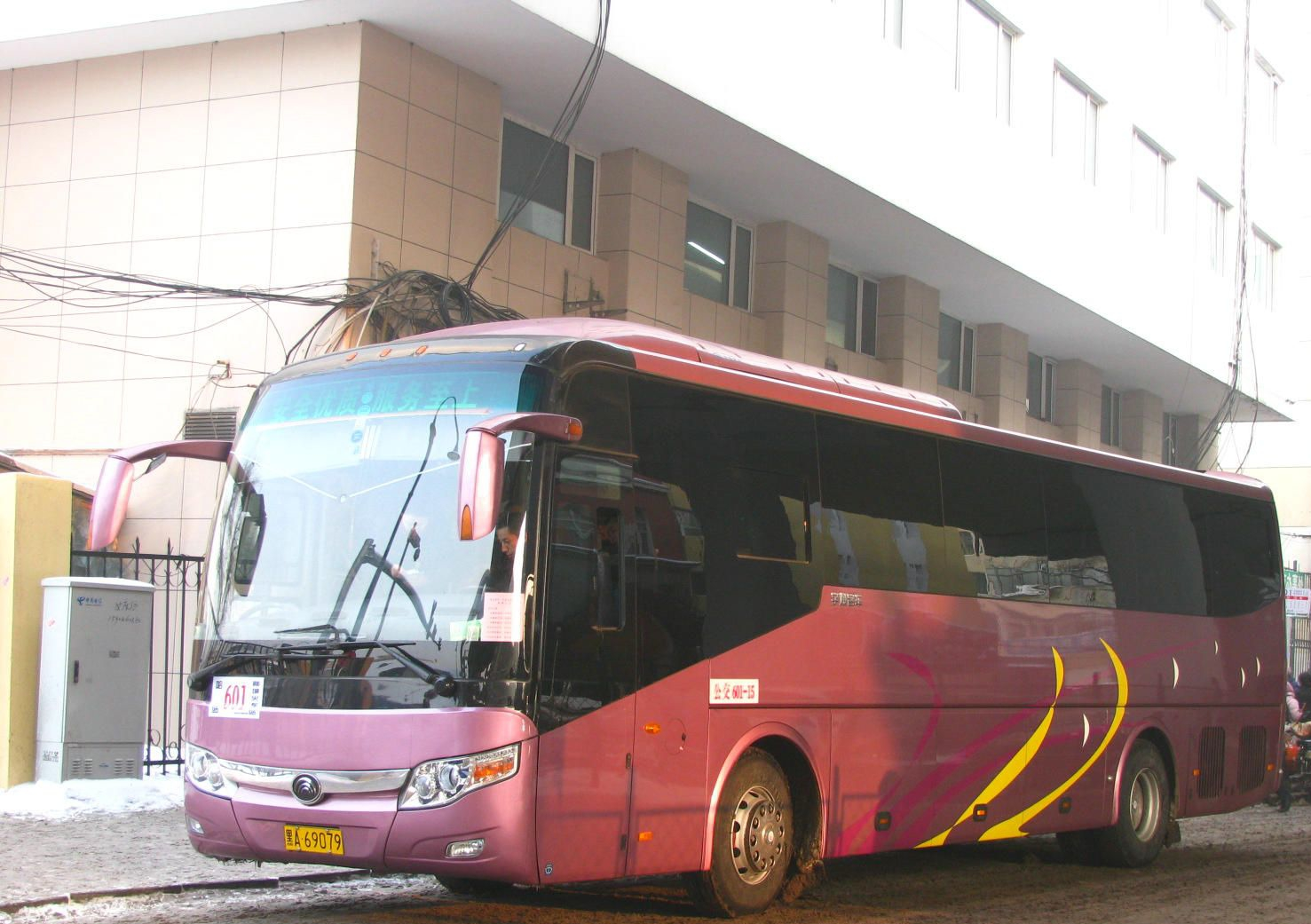
ZK6117HA（2010年12月30日至今）
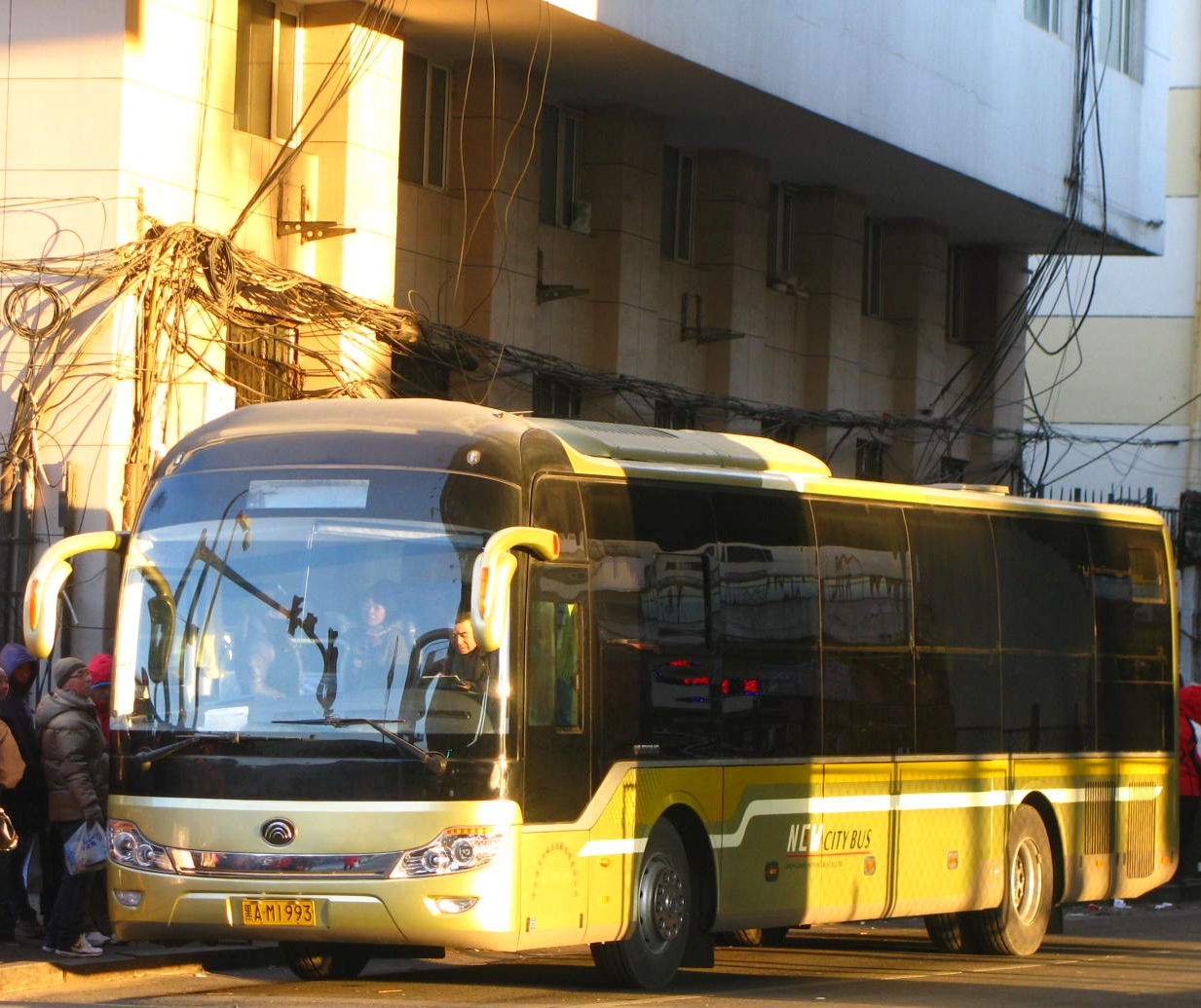
ZK6121HA9（2012年1月至今）